# Шалунов, Евгений Владимирович
Евгений Владимирович Шалунов (род. 8 января 1992 в Санкт-Петербурге) — российский трековый и профессиональный шоссейный велогонщик.
В конце 2015 года подписал контракт с профессиональной континентальной командой Gazprom-RusVelo.

## Выступления
2010
1-й Závod Míru
1-й Этапы 2 и 4
2-й Vuelta al Besaya
1-й Этап 4
2011
1-й Bidasoa Itzulia
1-й Этапы 1 и 3
1-й GP Macario
1-й Memorial Valenciaga
1-й Этапы 1 и 3 Volta a Coruña
1-й Этап 3 Ronde de l’Isard
2012
1-й Вуэльта Риохи
4-й La Roue Tourangelle
2013
7-й Вуэльта Кастилии и Леона
7-й GP San Giuseppe
10-й Классика Примавера
2014
1-й Gran Premio della Liberazione
4-й Стер ЗЛМ Тур
6-й Вуэльта Астурии
7-й Вуэльта Риохи
2015
1-й  Генеральная классификация Вуэльта Мадрида
1-й Трофей Маттеотти
2016
5-й Тур Валлонии
2017
5-й Тур Кёльна

## Статистика выступлений

### Гранд-туры
| Гонка   | 2017 |
| ------- | ---- |
| Джиро   | 123  |
| Тур     | —    |
| Вуэльта | —    |

| — | Не участвовал |